# Spinalonga
La isla de Spinalonga (en griego: Σπιναλόγκα), oficialmente denominada en griego Kalydon (Καλυδών), se encuentra ubicada en el golfo de Elounda en el noreste de Creta, en Lasithi, cerca del pueblo de Elounda, Grecia. La isla se encuentra asignada a la zona de Kalydon.
Se encuentra cerca de la península de Spinalonga, lo que a menudo causa confusión ya que el mismo nombre identifica a ambos accidentes geográficos.
Durante el gobierno veneciano, se extraía sal de la isla. La isla también ha sido utilizada como una colonia de leprosos. Spinalonga ha sido mencionada en novelas, series de televisión y una película breve.

## Origen del nombre

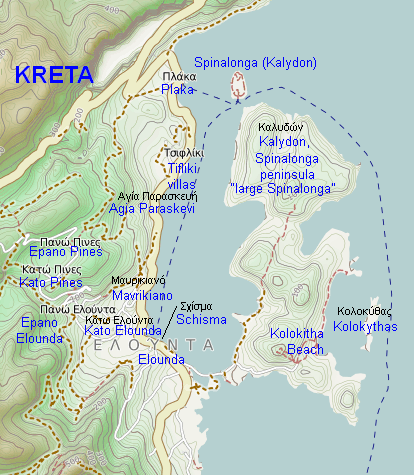
Mapa de Elounda, Spinalonga y zonas adyacentes.

Según documentos venecianos, el nombre de la isla proviene de la expresión griega στην Ελούντα stin Elounda (que significa "a Elounda"). Los venecianos no lograron comprender la expresión por lo que la adaptaron a su idioma, y la denominaron spina "espina" lunga "larga", un nombre que fue adoptado por los locales. Los venecianos se inspiraron en el nombre de una isla cercana a Venecia que posee dicho nombre y que en la actualidad es denominada la isla de Giudecca.

## Historia
Vincenzo Coronelli, un cartógrafo veneciano, explica que Spinalonga no siempre fue una isla, sino que antiguamente formaba parte de la Península de Spinalonga. Coronelli menciona que, en 1526, los venecianos cortaron un trozo de la península y de esta manera crearon la isla. A causa de la ubicación de la isla la misma fue fortificada de forma de proteger el ingreso al antiguo puerto de Olous.

### Ataques árabes
A mediados del siglo VII la población de Olous, y su zona de influencia prácticamente desapareció a causa de los raídes de piratas árabes en el Mediterráneo. Olous permaneció desierto hasta que en el siglo XV los venecianos comenzaron a construir piletones para recolección de sal en las aguas poco profundas y salobres del golfo, con lo cual la región adquirió valor comercial y fue habitada nuevamente. Esto, sumado a la creciente amenaza turca, especialmente luego de la Caída de Constantinopla en 1453, y los frecuentes raídes de piratas, convencieron a los venecianos sobre la necesidad de fortificar la isla.

### Gobierno veneciano

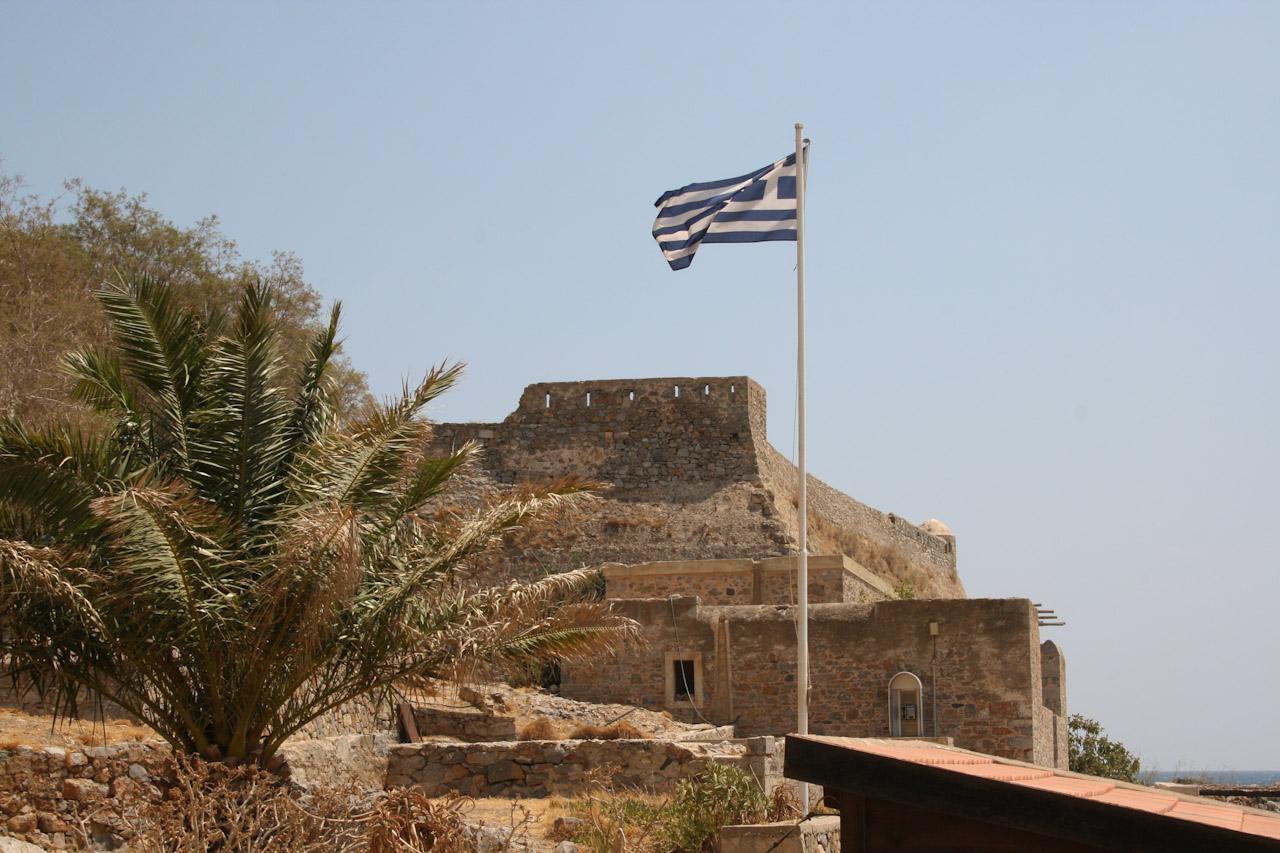
Vista de las fortificaciones venecianas.

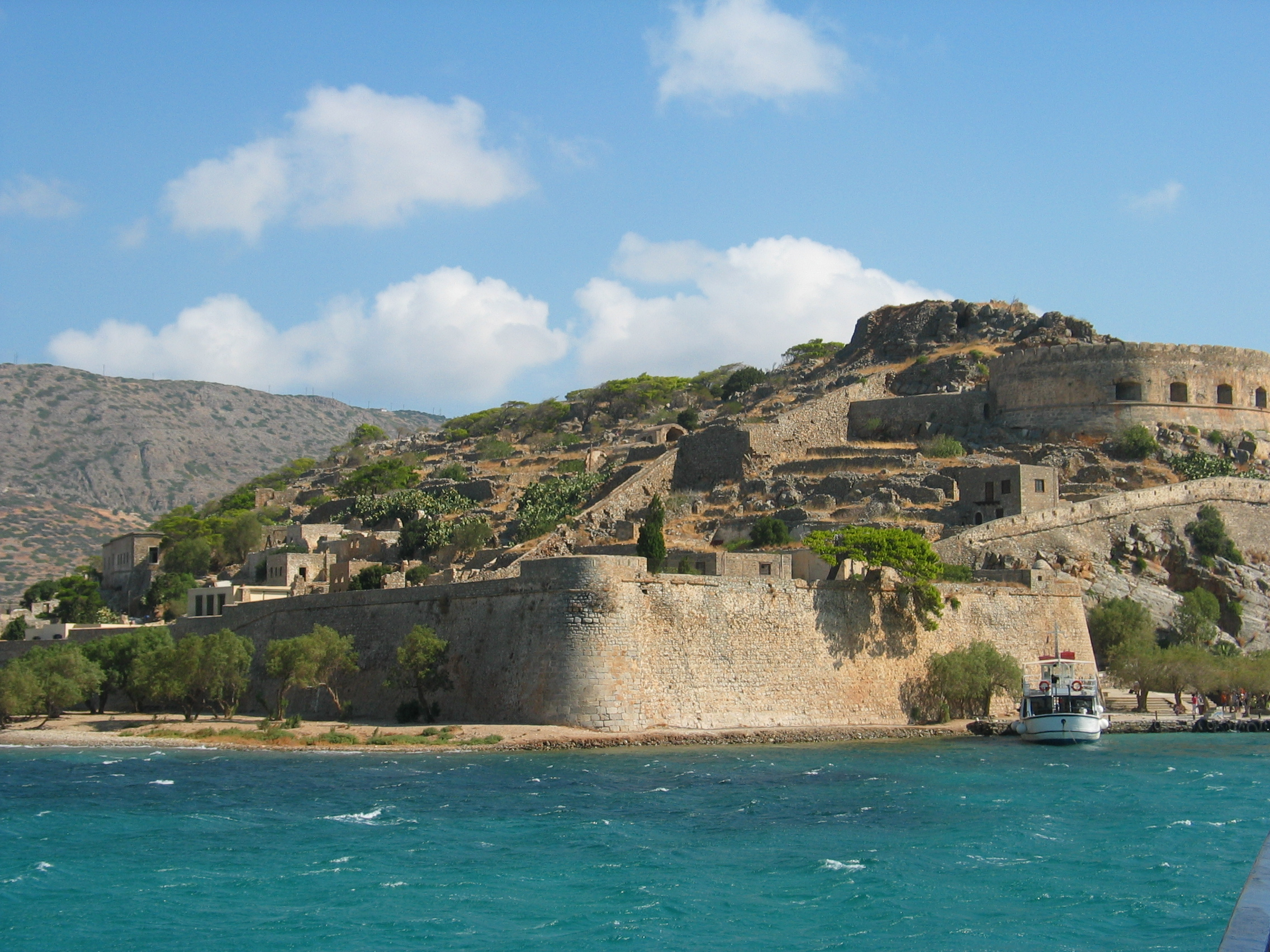
Isla de Spinalonga.

En 1578 los venecianos encargaron al ingeniero Genese Bressani planificar las fortificaciones de la isla. Bressani construyó plazas fuertes en los puntos más elevados en los lados norte y sur de la isla, junto con un anillo de fortificaciones a lo largo de la costa que eliminaba la posibilidad de un desembarco hostil. En 1579, el Provveditore Generale de Creta, Luca Michiel, colocó la piedra fundacional de las fortificaciones, las que se construyeron sobre las ruinas de una acrópolis. Existen dos registros de este evento, uno en el transom de la puerta principal del castillo y la otra en la base del rampart en el lado norte del castillo. En 1584, los venecianos, al darse cuenta de que las fortificaciones costeras eran fáciles de conquistar por enemigos que atacaran desde las colinas vecinas, decidieron reforzar su defensa construyendo construcciones adicionales en la cima de la colina. De esta manera el poder de fuego veneciano tendría un alcance mayor, haciendo de Spinalonga una fortaleza marina inexpugnable, una de las más importantes de la cuenca del Mediterráneo.
Spinalonga, junto con Gramvousa hasta 1691 y Souda, permanecieron en poder de los venecianos aun luego que el resto de Creta cayó ante los otomanos durante la guerra de Creta (1645–1669) y hasta 1715, cuando fue doblegada por los otomanos durante la última guerra otomana-veneciana. Estos tres fuertes defendían las rutas comerciales venecianas y eran bases disponibles en el caso de una nueva guerra veneciana-turca por Creta. Muchos cristianos se refugiaron en estas fortalezas para escapar de las persecuciones de los turcos otomanos.

### Gobierno otomano
En 1715, los turcos otomanos capturaron Spinalonga tomando el control de la fortaleza veneciana y eliminando el último trazo de presencia militar italiana de la isla de Creta.

### Revuelta de Creta
A finales de la ocupación turca de la isla, junto con el fuerte de Ierapetra, Spinalonga fue refugio de numerosas familias otomanas que tenían miedo de la venganza de los cristianos. Luego de la revolución de 1866 otras familias otomanas llegaron a la isla desde la región de Mirabello. Durante la revuelta cretense de 1878, únicamente Spinalonga y la fortaleza de Ierapetra no fueron capturadas por los insurgentes cristianos de Creta. En 1881 los 1112 otomanos formaron una comunidad propia y posteriormente en 1903, los últimos turcos abandonaron la isla.

### Colonia de leprosos durante elsigloXX
Posteriormente la isla fue utilizada como colonia de leprosos desde 1903 hasta 1957. Fue una de las últimas colonias de leprosos que funcionaron en Europa. El último habitante fue un sacerdote, quien partió de la isla en 1962. Él mantuvo así la tradición religiosa de la iglesia ortodoxa griega, según la cual una persona luego de sepultada debe ser conmemorada a los 40 días; 6 meses; 1 año; 3 años; y 5 años, luego de su fallecimiento. Otras colonias de leprosos que han sobrevivido en Europa son Tichileşti en el este de Rumania, Fontilles en España y Talsi en Letonia.